# كوفيان
كوفيان  قرية سوريّة تتبع إداريّاً لمحافظة حلب منطقة عين العرب ناحية صرين، بلغ تعداد سكانها 345 نسمة حسب التعداد السكاني لعام 2004.